# Кийизбаев, Тообай
Тообай Кийизбаев (кирг. Тообай Кийизбаев; 1900 год, с. Бейшеке — 13 марта 1989 год) — колхозник, старший табунщик колхоза «Беишеке» Кеминского района Фрунзенской области, Киргизская ССР. Герой Социалистического Труда (1948). Депутат Верховного Совета Киргизской ССР.

## Биография
Во время коллективизации вступил в колхоз «Беишеке» Кеминского района. Трудился табунщиком.
Участвовал в Великой Отечественной войне. После войны возвратился в родной колхоз, где продолжил трудиться старшим табунщиком.
В 1947 году бригада Тообая Кийизбаева вырастила 50 жеребят от 50 кобыл. Указом Президиума Верховного Совета СССР от 15 сентября 1948 года «за получение в 1947 году высокой продуктивности животноводства при выполнении колхозом обязательных поставок сельскохозяйственных продуктов и плана развития животноводства по всем видам скота» удостоен звания Героя Социалистического Труда с вручением ордена Ленина и золотой медали «Серп и Молот».
Избирался депутатом Верховного Совета Киргизской ССР (1951—1955).
С 1968 года — персональный пенсионер союзного значения. Проживал в родном селе.
Скончался в 1989 году.